# Суперменеджер, или Мотыга судьбы
«Суперменеджер, или Мотыга судьбы» — российский комедийный фильм, премьера которого состоялась 19 мая 2011 года. Предварительные названия фильма — «Младший», «Клан Лысых Холмов».

## Сюжет
В одном большом городе жили два брата. Младший, Никита, был хоббитом-переростком, капитаном роты арбалетчиков из Клана Лысых Холмов, любил пиво, ролевые игры и девушку Дашу. Старший брат Егор работал менеджером в большой нефтяной компании «ИнтерОйл».
После очередной ролевой игры у Великого Торина, царя гномов, забредший бомж крадет его Священную Мотыгу. Одновременно с этим происходит наезд бандитов на компанию, в которой работает Егор, он подводит своего начальника Барнса и оказывается на улице. Отправившись в бар, чтобы напиться с коллегой с уже бывшей работы, он знакомится с девушкой Настей и получает в глаз от ее парня. Настя отвозит его домой, и Егор влюбляется в нее, но снова получает в глаз от него же и оказывается без денег и вещей на улице. Его задерживает милиция.
В участке он встречается с Никитой, который зашел туда к майору дяде Коле, который обещает ему продать эльфийский резаный лист и заказывает осадный арбалет. С помощью дяди Коли братья узнают, что украденный у Егора телефон находится по его адресу. Отправившись туда, братья находят мирно спящую Настю. Никита относится к ней подозрительно и считает эльфийкой, но влюбленный Егор успокаивает брата. Настя рассказывает, что все произошедшее с Егором - это розыгрыш, который заказал его коллега по работе, но все пошло не по плану, потому что Егора уволили. От этой новости Никита приходит в восторг и обещает сделать из брата боевого хоббита, одевает его в броню и дарит меч.
Тем временем Ничипурук, глава службы безопасности «ИнтерОйла», отбирает у бомжа мотыгу Великого Торина и дарит ее своему начальнику Барнсу как сувенир. Егору тем временем звонят из компании и просят подъехать. Он несется туда, ожидая, что его увольнение окажется ошибкой, и его снова примут на работу, но оказывается, что ему просто хотят вернуть его дорогую ручку. Егор приходит в бешенство, разносит свою квартиру (от дальнейших разрушений его останавливает только поцелуй Насти) и хочет отомстить Барнсу. Он поджидает его на выезде из парковки и вызывает на бой, но Барнс, не желая иметь с ним дело, спешно ретируется. В это время бугай, игравший роль парня Насти, крадёт у него чемодан, в котором Егор находит документы, подтверждающие, что Барнс хочет продать активы компании, чтобы расплатиться с долгами перед бандитами. 
Разгневанный Барнс приказывает своей службе безопасности задержать Ромашова, но вместо Егора им попадается Никита. После яростной драки один против троих он все-таки оказывается у них в руках. Девушка Никиты Дашка, дочь олигарха, пытается заставить своих телохранителей помочь её парню, но те остаются безучастны. Впрочем, они задерживают следующего человека, который пришёл интересоваться Ромашовым. Им оказывается тот самый коллега с его работы, который заказал Насте розыгрыш. Егор прощает его, и они вчетвером с Настей и Дашкой собирают операцию по освобождению Егора. Настя хитростью угоняет автомобиль у телохранителей Дашки и отвлекает охранников на ресепшене «ИнтерОйла», позволяя друзьям проникнуть внутрь.
Тем временем Никита, обманув Барнса и Ничипурука, запирается в директорском кабинете и находит там похищенную мотыгу Великого Торина. Воспользовавшись подаренной ему визиткой, он звонит ему. На выручку друзьям отправляются и Торин (олигарх) со своими гномами, и Рамзай (в миру офицер ФСБ) с орками, и рота боевых хоббитов. 
В результате боя в офисе «ИнтерОйла» фирма приходит в упадок, Барнса и Ничипурука арестовывает ФСБ, Великий Торин, оказавшийся отцом Дашки, скрепя сердце, соглашается на её свадьбу с Никитой, а Егора берёт к себе на работу. Егор вместе с коллегой-менеджером присоединяются к хоббитам, а телохранители Дашки - к оркам. Заканчивается фильм очередной ролевой игрой.

## В ролях
- Юрий Чурсин — Егор Ромашов, старший брат
- Сергей Медведев — Никита Ромашов, младший брат
- Екатерина Вилкова — Настя
- Иван Охлобыстин — Торин (олигарх Генрих Робертович Штерн)
- Александр Ильин — менеджер, лучший друг Ромашова-старшего
- Екатерина Астахова — Дашка
- Александр Пожаров — Барнс
- Сергей Терещенко — телохранитель
- Александр Наумов — Ничипорук, начальник службы безопасности
- Ян Цапник — охранник
- Максим Артамонов — охранник
- Ольга Дибцева — Стелла
- Алексей Маклаков — дядя Коля
- Константин Милованов — Рамзай, офицер ФСБ

## Критика
Эрик М. Кауфман, «Петербургский телезритель»:

Нет, я понимаю, что предъявлять пародии претензии по части внятности сюжета — глупая затея. Но ещё я понимаю, что если оные возникают, значит, с пародией уже что-то не так. Да, собственно, ясно, что — неумение почти всех создателей работать в данном жанре. И дело даже не в сценарии — хороший режиссёр с хорошими актёрами смог бы превратить в удобоваримое киноблюдо даже этот бред орка, обкурившегося эльфийским листом… Но, увы, режиссёр демонстрирует полную несостоятельность, громоздя на экране кривую пирамиду из банальностей и штампов. В результате даже неплохие актёры вроде Чурсина и Вилковой не выдерживают баланс, постоянно сваливаясь из пародийного гротеска в дешёвое кривляние. Неудивительно, что за весь фильм смешно становилось всего два раза — когда на экране появлялись более тонко юморящие третьеплановые персонажи: негры-бандюки, трогательно балакающие на «ридной мове», и парочка балбесов-охранников, повёрнутых на пари. Всё остальное — экскурс в глупость, невнятицу и безвкусицу.

Игорь Манцов, «Сеанс»:

Этому вульгарному фильму с невкусным названием назначено было, тем не менее, поучаствовать в одном добром деле: распахав девственную территорию и освоив новую социальную нишу, предъявить стране фигуру менеджера среднего звена. <…> Некоторое время назад продюсер Сельянов выпустил весьма обаятельную картину про Хоттабыча. Так вот, «Суперменеджер» — это по структуре попытка кальки, но совсем уже неинтересная. <…> Объяснить «среднему классу», пускай даже и суррогатному, про его, среднего класса, жизненные обстоятельства — не хватает речевых и образных ресурсов. Получается суетливая механическая кукла, которая не нужна ни среднему суррогатному классу, ни тем более «филологам» или плебсу. Абсолютно безадресное высказывание, хотя Сергей Сельянов заботился и заботится об адресности и доходчивости своих фильмов как никто другой из наших продюсеров.

Дарья Серебряная, Time Out:

Дебютный фильм режиссёра Богдана Дробязко, ранее замеченного разве что в работе над 12-серийным мылом для «Первого канала», в довольно диких пропорциях мешает сатиру на офисный планктон, боевые сцены из жизни псевдо-Средиземья и пародии на «Матрицу», «Терминатора» и «Властелина колец». Развесёлая толкиенистская эстетика и грубоватые аллюзии на жанровую классику при этом идут на развенчание корпоративных ценностей. Последние, похоже, вообще служат главным объектом ненависти отечественных кинематографистов — уже, кажется, каждый второй современный российский фильм так или иначе посвящён высмеиванию рабов офиса. Находятся вот и те, что призывают вернуться к земле, к мотыге.

Даниил Белкин, Film.ru:

Комедии про придурков почти всегда оказываются палкой о двух концах: с одной стороны, таким умным и нормальным нам позволяют свысока посмеяться над круглыми идиотами, с другой, не без сентиментального привкуса напоминают, как это в сущности мило, быть не таким как все. Фильм Богдана Дробязко особенно преуспевает в первом. Поначалу и впрямь кажется, что кругом одни идиоты. <…> Правда, режиссёр упорно не желает раскрывать карты сразу, где-то до середины стараясь смешить в строго гомеопатических дозах.